# Brilliance BS6

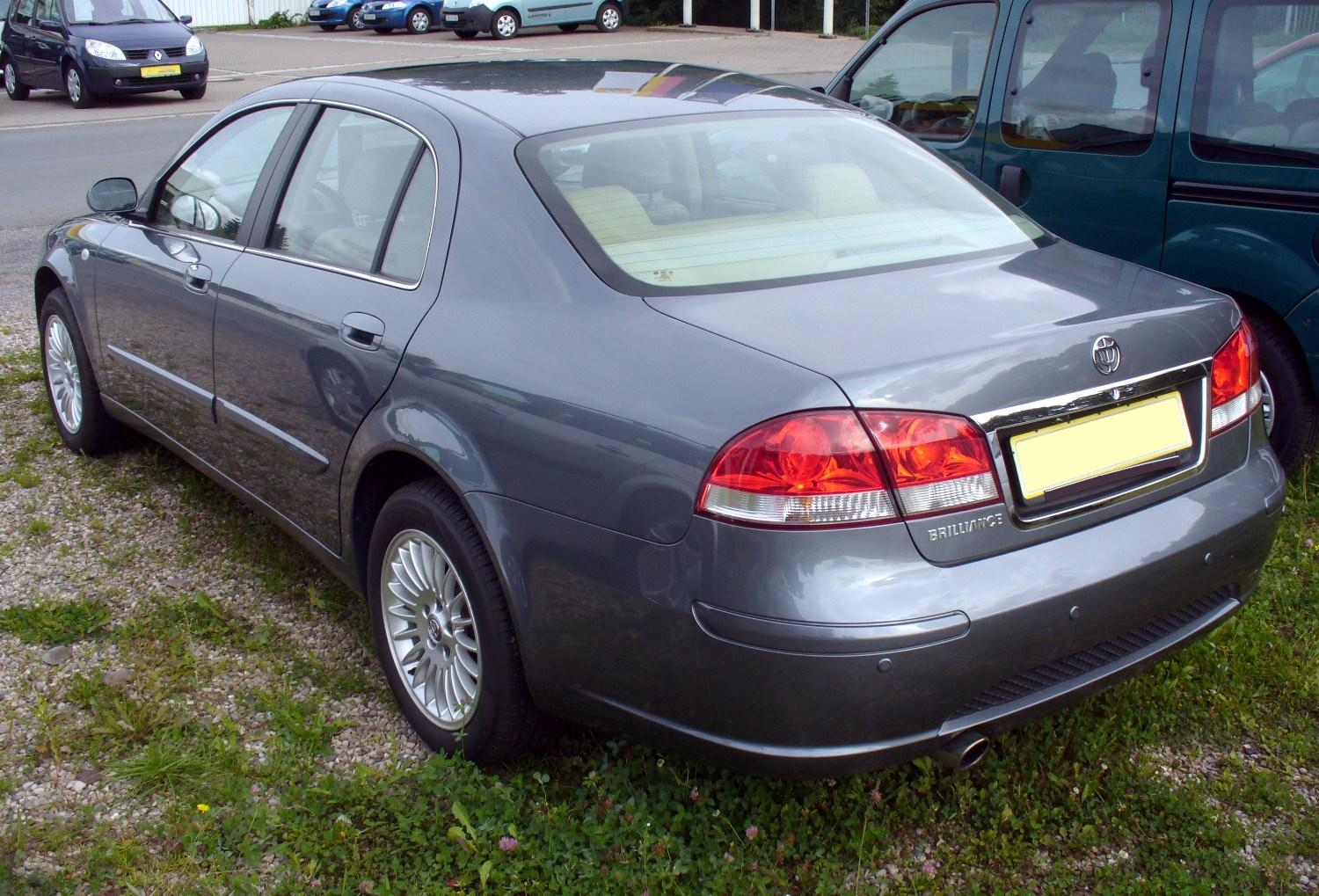
Heck des Brilliance BS6

Der Brilliance BS6 ist eine von 2002 bis 2016 gebaute Stufenhecklimousine der chinesischen Marke Brilliance.

## Modellgeschichte
Das Fahrzeug wurde ursprünglich von Italdesign Giugiaro im Jahr 2000 gestaltet, ging 2002 in Produktion und wurde von Pininfarina im Jahre 2006 überarbeitet. Es wurde im Werk der BMW Brilliance Automotive in Shenyang montiert.
Auf dem europäischen Markt wurde das Auto 2007 kurzzeitig von einem unabhängigen belgischen Importeur HSO angeboten und in Deutschland unter dem Namen Brilliance BS6 verkauft.
Im Jahr 2007 sowie 2009 erhielt das Fahrzeug weitere Facelifts. Eine Hybridversion sollte 2009 auf der Guangzhou Auto Show gezeigt werden.

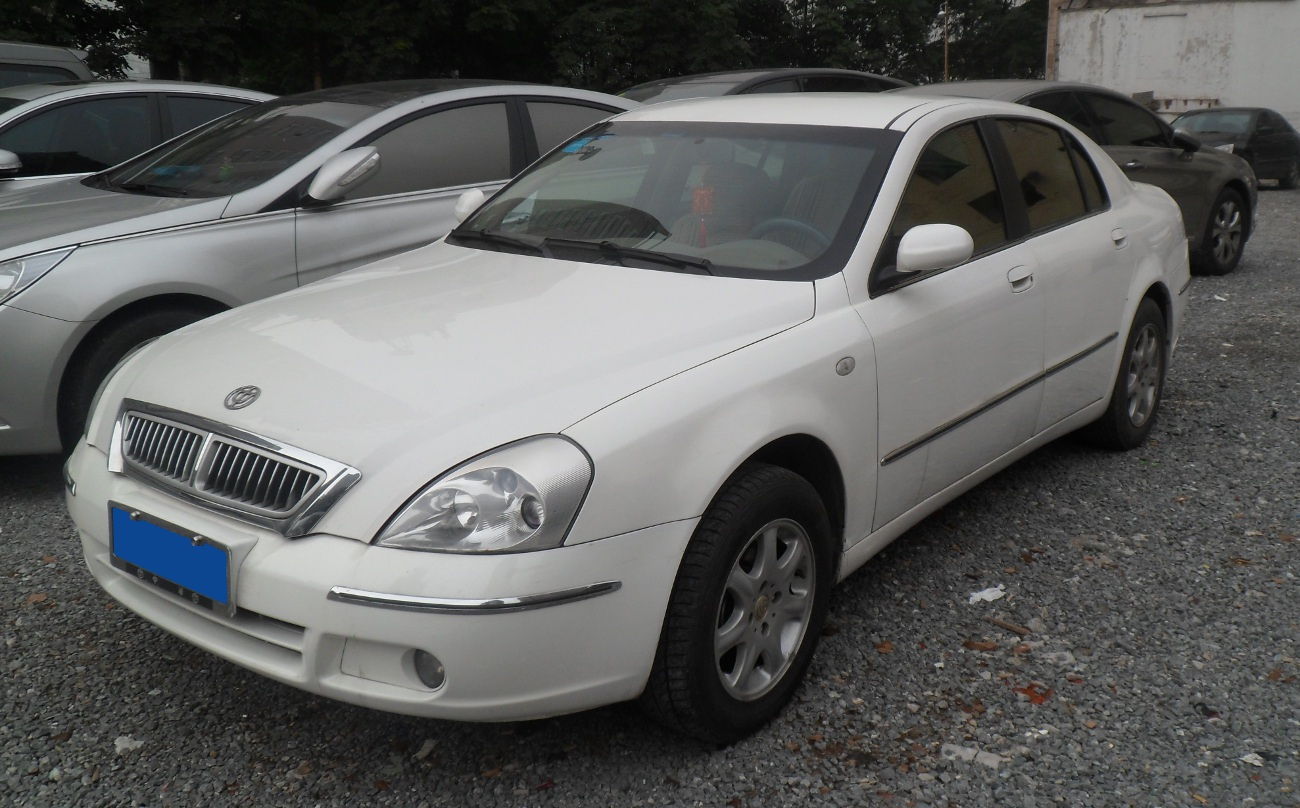
Frontansicht Brilliance Zunchi
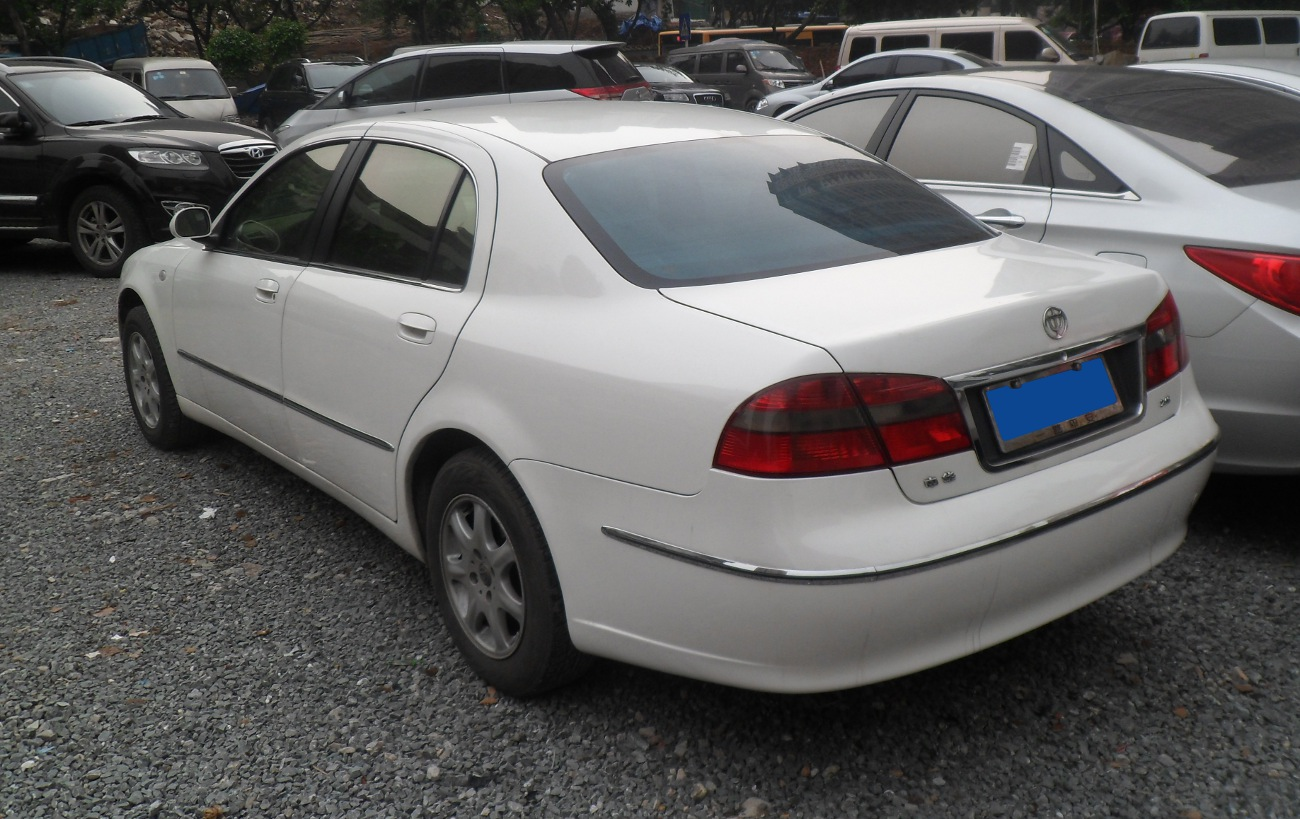
Heckansicht Brilliance Zunchi
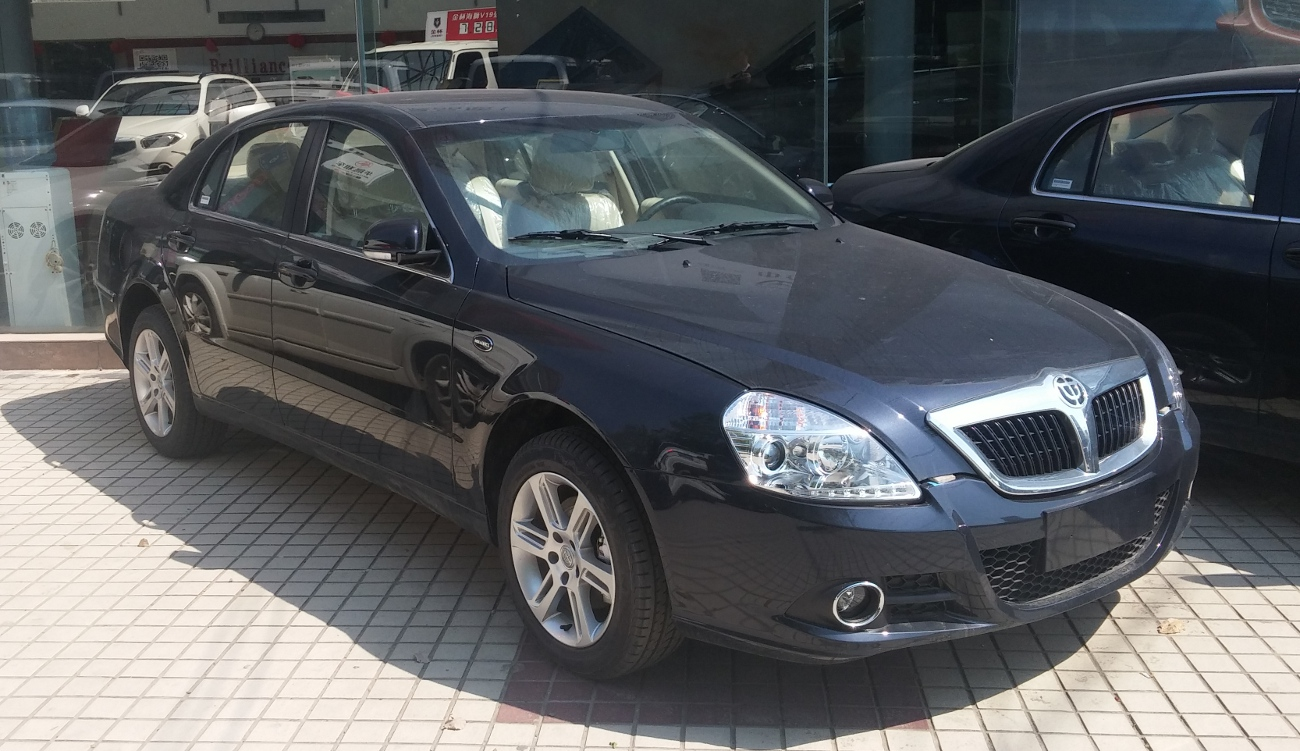
Frontansicht (ab 2009)

## Auf anderen Märkten
Auf anderen Märkten wird das Modell auch als Zhonghua M1, Zhonghua Grandeur, Brilliance M1 und Brilliance Galena (Produktion durch Bavarian Auto Manufacturing Company in Ägypten) angeboten.
Die Neukonstruktion von BMW findet seit 2009 ihre Umsetzung im ägyptischen Modell und erreichte im Euro-NCAP-Crashtest eine Bewertung von drei Sternen.

## Technik
Das Fahrwerk des Fahrzeugs wurde von Porsche mitentwickelt.

### Antrieb
Angetrieben wird der Wagen von einem 2,0-Liter-Ottomotor mit einer maximalen Leistung von 90 kW (122 PS) von Mitsubishi. Ein früher angebotener 2,4-Liter-Motor mit 95 kW (129 PS) maximaler Leistung wurde zwischenzeitlich aus dem Angebot genommen. In China war bereits ein selbst entwickelter 1,8-Liter-Turbomotor mit 125 kW (170 PS) maximaler Leistung im Angebot; ein Dieselmotor soll für den europäischen Markt in Entwicklung gewesen sein.
Der Brilliance Galena wurde nur in einer 2-Liter-Motorisierung von Mitsubishi Motors angeboten. Diese hatte anfangs eine maximale Leistung von 95 kW und wurde mit einer 4-Stufen-Automatikgetriebe angeboten. Zusätzlich soll es einen Vierzylindermotor, wiederum von Mitsubishi, mit einem Hubraum von 2350 cm³ und einer maximalen Leistung von 100 kW gegeben haben.

## Sicherheit
Beim ersten Euro-NCAP-Crashtest vom TÜV Nord erreichte er zwei von fünf möglichen Sternen. Überarbeitete Modelle erreichten zwei Sterne beim ADAC von denen einer aufgrund des Überschreitens biomechanischer Grenzwerte im Seitenaufprallversuch  gestrichen wurde und drei Sterne bei Idiada Automotive in Tarragona, Spanien. Durch die fehlenden Seitenairbags (auch beim überarbeiteten Modell) sind die Fahrzeuginsassen bei einem seitlichen Aufprall erhöhter Gefahr ausgesetzt.
Ein weiterer Kritikpunkt war die nicht verfügbare Fahrdynamikregelung, die auch nicht gegen Aufpreis angeboten wurde. Viele Automagazine und auch der ADAC standen dem kritisch gegenüber.

## Technische Daten
| Brilliance BS6                                  | 2.0                                                              | 2.4                                                              | 1.8T                                                             |
| ----------------------------------------------- | ---------------------------------------------------------------- | ---------------------------------------------------------------- | ---------------------------------------------------------------- |
| Arbeitsverfahren                                | Viertakt                                                         | Viertakt                                                         | Viertakt                                                         |
| Motorart                                        | Ottomotor                                                        | Ottomotor                                                        | Ottomotor                                                        |
| Motorbauart                                     | 4-Zylinder-Reihenmotor                                           | 4-Zylinder-Reihenmotor                                           | 4-Zylinder-Reihenmotor                                           |
| Motortyp                                        | Mitsubishi 4G63                                                  | k. A.                                                            | k. A.                                                            |
| Motoraufladung                                  | –                                                                | –                                                                | Turbolader                                                       |
| Hubraum                                         | 1997 cm³                                                         | 2350 cm³                                                         | ca. 1,8 l                                                        |
| Bohrung × Hub                                   | 85 mm × 88 mm                                                    | 86,5 mm × 100 mm                                                 | k. A.                                                            |
| max. Leistung bei 1/min                         | 90 kW (122 PS) bei 6000                                          | 95 kW (129 PS) bei 5500                                          | 125 kW                                                           |
| max. Drehmoment bei 1/min                       | 170 Nm bei 4500                                                  | 200 Nm bei 3000                                                  | 235 Nm                                                           |
| Verdichtung                                     | 9,5 : 1                                                          | 9,5 : 1                                                          | k. A.                                                            |
| Gemischaufbereitung                             | Elektronische Einspritzung                                       | Elektronische Einspritzung                                       | k. A.                                                            |
| Ventilsteuerung                                 | OHC                                                              | OHC                                                              | DOHC                                                             |
| Nockenwellenantrieb                             | Zahnriemen                                                       | Zahnriemen                                                       | k. A.                                                            |
| Kühlung                                         | Wasserkühlung                                                    | Wasserkühlung                                                    | Wasserkühlung                                                    |
| Getriebe, serienmäßig                           | 5-Gang-Schaltgetriebe                                            | 5-Gang-Schaltgetriebe                                            | 6-Gang-Schaltgetriebe                                            |
| Getriebe, optional                              | k. A.                                                            | k. A.                                                            | 6-Stufen-Automatikgetriebe                                       |
| Radaufhängung vorn                              | Quer- und Längslenker unten, Dreiecklenker oben, Schraubenfedern | Quer- und Längslenker unten, Dreiecklenker oben, Schraubenfedern | Quer- und Längslenker unten, Dreiecklenker oben, Schraubenfedern |
| Radaufhängung hinten                            | Quer- und Längslenker unten, Dreiecklenker oben, Schraubenfedern | Quer- und Längslenker unten, Dreiecklenker oben, Schraubenfedern | Quer- und Längslenker unten, Dreiecklenker oben, Schraubenfedern |
| Bremsen                                         | Scheibenbremsen rundum                                           | Scheibenbremsen rundum                                           | Scheibenbremsen rundum                                           |
| Bremsassistenzsysteme                           | Bremskraftverstärker, ABS                                        | Bremskraftverstärker, ABS                                        | Bremskraftverstärker, ABS                                        |
| Lenkung                                         | Zahnstangenlenkung, servounterstützt                             | Zahnstangenlenkung, servounterstützt                             | Zahnstangenlenkung, servounterstützt                             |
| Karosserie                                      | Stahlblech, selbsttragend                                        | Stahlblech, selbsttragend                                        | Stahlblech, selbsttragend                                        |
| Spurweite vorn                                  | 1565 mm                                                          | 1565 mm                                                          | k. A.                                                            |
| Spurweite hinten                                | 1560 mm                                                          | 1560 mm                                                          | k. A.                                                            |
| Radstand                                        | 2790 mm                                                          | 2790 mm                                                          | 2790 mm                                                          |
| Abmessungen                                     | 4880 mm × 1800 mm × 1450 mm                                      | 4880 mm × 1800 mm × 1450 mm                                      | 4880 mm × 1800 mm × 1450 mm                                      |
| Leergewicht                                     | 1420 kg                                                          | k. A.                                                            | 1480 kg                                                          |
| Höchstgeschwindigkeit                           | 190 km/h                                                         | 195 km/h                                                         | k. A.                                                            |
| Beschleunigung, 0–100 km/h                      | 13,8 s                                                           | 12,5 s                                                           | k. A.                                                            |
| Kraftstoffverbrauch nach ECE-Norm, Stadtverkehr | 12,74 l/100 km S                                                 | 12,74 l/100 km S                                                 | k. A.                                                            |
| Kraftstoffverbrauch nach ECE-Norm, außerorts    | 7,04 l/100 km S                                                  | 7,04 l/100 km S                                                  | k. A.                                                            |
| Kraftstoffverbrauch nach ECE-Norm, kombiniert   | 9,14 l/100 km S                                                  | 9,14 l/100 km S                                                  | k. A.                                                            |

Quelle: